# Noordeinde (Nieuwkoop)
Pour les articles homonymes, voir Noordeinde.
Noordeinde est un village de la commune néerlandaise de Nieuwkoop, dans la province de la Hollande-Méridionale.